# 峦岩山
28°09′44″N 121°14′53″E / 28.16210°N 121.24818°E
峦岩山，又称棋盘山，指中华人民共和国浙江省玉环市的一个山峰及风景区，位于沙岙与犁头咀之间。海拔140米，属于田螺基东支山脉，为完整的地层剖面。它濒临东海，紧临泽坎公路。

## 特点
峦岩山得名于“山愈秀而岩益奇，岩益奇而峦愈趣”。清朝雍正、光绪年间纂修的两部志书及《浙江通志》均有记载。此山曾发生过火山喷发，炽热熔浆形成红、褐、赭、古铜色不等的凝石岩。游客可登峰远眺东海、在望日亭看日出。山上有寺庙知空寺，又名祈梦堂，文化大革命期间被拆毁，之后重建，自下而上建前、中、后三殿。